# 家鸭
家鴨（学名：Anas platyrhynchos domesticus）是经人工驯化和饲养的绿头鴨，是常见的家禽。經飼養的家鴨通常會用作食用或取其羽毛作羽絨，不少家鴨亦用於表演、觀賞或當為寵物。家鸭品种很多，北京鴨，土鸭，褐色菜鴨，和白色菜鴨等，是同一物种；但是，经常做為雜交肉鴨父系的番鸭（红面番鸭、香鹑雁，麝香鸭，红嘴雁）则是被驯化的疣鼻棲鴨，与一般家鸭不同属不同种。

## 養於農場的食用家鴨

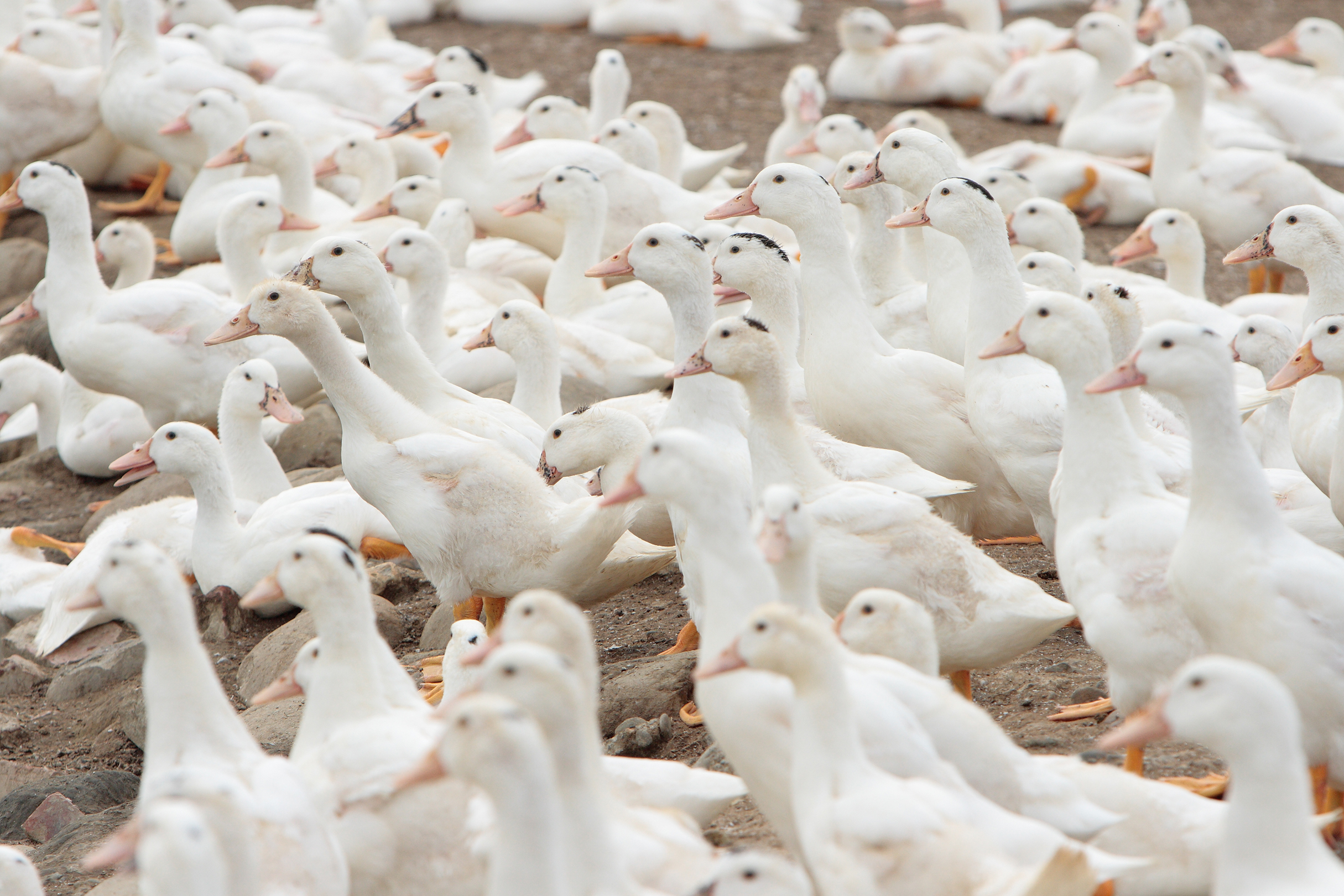
台灣一鴨場的家鴨

家鴨飼養已有幾千年的歷史，其源頭可能來自東南亞。牠們並不如雞一樣普遍地被飼養，這是因為雞有較多白肉，並易於在有限範圍內飼養，令雞肉的整體成本更為低廉，而鴨則相對地昂貴；另外鴨通常流行於高級烹調，較少以低價食品出現於食品市場及餐館。
除了食用和取其鴨毛作羽絨外，少部分家鴨的鴨肝亦會用作鵝肝的替代品。在越南，鴨血會用來製作鴨血糕（Tiết canh）。鴨蛋的顏色由藍绿色至白色都有，視乎其品種。
中国的北京鸭是家鸭中的一个著名品种。中国周代已有将鸭作为烹飪原料的記載，清代医学家王士雄於《随息居饮食谱》曾云：“鸭肉能滋五脏之阴，清虚劳之热，补血行水，养胃生津，止嗽息津。”
家鴨可於鴨籠、穀倉、層架式籠子飼養或自由放養。為確保其健康，飼養鴨子時應可讓牠可隨時接觸到水，養於層架式籠子的家鴨通常無法得此居住環境。家鴨的飼料應包括穀粒及昆蟲。大眾經常誤會可以麵包餵飼家鴨；其實麵包對家鴨來說欠缺營養，而且有可能令小鴨致死。飼養者應密切留意禽流感在鴨群中傳播，因為家鴨很容易感染到H5N1病毒。
除了盧昂鴨（Rouen duck）與疣鼻棲鴨以外，很多雌性家鴨的品種都不會孵蛋及養育幼鴨。所以幾個世紀以來，農場都會把鴨蛋交由母雞孵化；現時則多使用孵卵器。不過，幼鴨需依賴其母親的尾脂腺（preen gland）提供打理羽毛的分泌物作防水用途。當幼鴨長出自己的羽毛時，接近尾巴底部的分泌腺才會分泌出潤滑羽毛的油脂。

## 寵物用家鴨

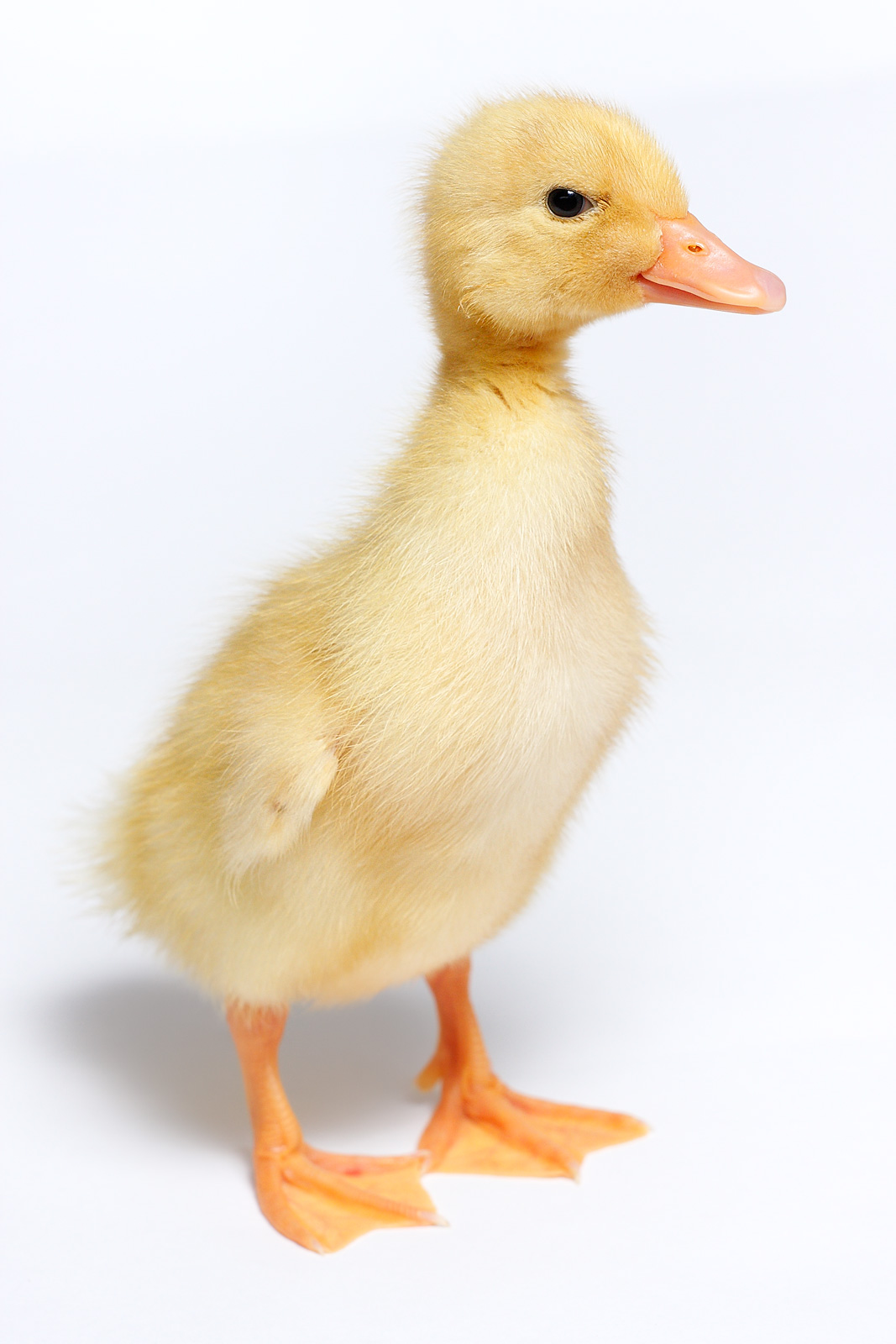
家鴨的幼鴨

家鴨也可當作寵物於花園或後院飼養，並配備一些飼養鴨子的特設小配件，以增情趣；也有人把家鴨放於家屋裏飼養。牠們通常會吃昆蟲和蛞蝓。在飼養環境方面，可為牠們準備一個池塘或水盤，因為欠缺充足的水會令鴨子難以健康成長。如果飼養的地方有池塘，牠會把泥巴濺於身上、挖掘泥土並吃野外生物和蛙卵，吞吃體積達至林蛙那般大的成年青蛙和蟾蜍，因為家鴨比野鴨長得更大，全身足有一尺或更長；而野生的原始品種綠頭鴨身長則小得多。由於很多種家鴨都不善於飛翔，所以應把牠們養於籠子或欄舍內，以避免成為狐狸、鷹、郊狼及浣熊的獵物。

## 觀賞用家鴨
家鴨亦作觀賞用途。經配種的家鴨擁有簇擁的冠毛或奪目的羽毛。家鴨，連同其他品種的家禽亦會於展覽中作比賽之用。有些展覽是「公開」的，繳交入場費後即可進場參觀，而不公開的就只供特定團體的會員參與，最常見的例子就是四健會家禽展。

## 外部連結
- 中華民國養鴨協會 （页面存档备份，存于）